# Kołomienskaja
Kołomienskaja (ros. Коломенская) – stacja linii Zamoskworieckiej metra moskiewskiego, otwarta 11 sierpnia 1969 roku.